# Gravuras rupestres de Montedor
As Gravuras Rupestres de Montedor são um conjunto de gravuras rupestres da Idade do Bronze situadas no litoral de Carreço, em Viana do Castelo, Portugal. O sítio é caracterizado por um conjunto de insculturas na superfície de vários penedos com ampla variedade de temas. É assinalável a presença de figuras zoomórficas, principalmente cervídeos, uma excepção nas gravuras rupestres no Grupo Galaico-Português. Em 1992 foi classificado como Imóvel de Interesse Público.